# Сапацький сільський округ (Алакольський район)
Сапа́цький сільський округ (каз. Сапақ ауылдық округі, рос. Сапакский сельский округ) — адміністративна одиниця у складі Алакольського району Жетисуської області Казахстану. Адміністративний центр — село Сапак.
Населення — 683 особи (2021; 1039 у 2009, 1965 у 1999, 2157 у 1989).
Станом на 1989 рік існувала Герасимовська сільська рада (села Герасимовка, Успеновка) колишнього Андрієвського району. До 2010 року сільський округ називався Герасимовський.

## Склад
До складу округу входять такі населені пункти:
| Населений пункт | Населення, осіб (1989) | Населення, осіб (1999) | Населення, осіб (2009) | Населення, осіб (2021) |
| --------------- | ---------------------- | ---------------------- | ---------------------- | ---------------------- |
| Бібакан, село   | 523                    | 439                    | 240                    | 175                    |
| Сапак, село     | 1634                   | 1526                   | 799                    | 508                    |